# Paramus Indoor 1973
Il Paramus Indoor 1973  è stato un torneo di tennis giocato sul sintetico indoor. È stata la 1ª edizione del torneo, che fa parte del Commercial Union Assurance Grand Prix 1973. Si è giocato a Paramus negli Stati Uniti, dal 5 all'11 marzo 1973.

## Campioni

### Singolare
Jimmy Connors ha battuto in finale  Clark Graebner con il punteggio di 6–1 6–2

### Doppio
- Doppio non disputato